# Johannes Hispalensis
Johannes Hispalensis of Johannes Hispaniensis was een van de belangrijkste vertalers van het Arabisch naar het Castiliaans (Spaans) tijdens de begindagen van de Vertalersschool van Toledo. Hij werkte nauw samen met Dominicus Gundissalinus en vertaalde een groot aantal Arabische astrologische werken. Daarnaast schreef hij ook verschillende eigen werken in het Latijn. 

## Werken
Omdat Hispalensis tijdens zijn leven meerdere namen droeg, wordt er door historici vaak gedebatteerd over welke vertalingen uit deze periode feitelijk van hem waren. De onderwerpen van zijn vertaalde werken waren voornamelijk astrologisch, naast astronomisch, filosofisch en medisch. De specifieke vertaalstijl van Hispalensis wordt door geleerden herkend vanwege zijn neiging om werken woord voor woord te vertalen, terwijl hij de syntaxis en grammaticale structuur van de oorspronkelijke taal bleef behouden.
- Bibsys: 3034568
- Biblioteca Nacional de España: XX1207186
- Bibliothèque nationale de France: cb134893378 (data)
- Gemeinsame Normdatei: 102509565
- International Standard Name Identifier: 0000 0004 3499 4891
- Library of Congress Control Number: nr90029147
- Nationale Bibliotheek van Tsjechië: ola2008459956
- Nationale Bibliotheek van Israël: 987007263577005171
- Nederlandse Thesaurus van Auteursnamen: 073804266
- LIBRIS: 227545
- Système universitaire de documentation: 058495320
- Virtual International Authority File: 311110823
- WorldCat: E39PBJwdbTqxccqW7xqBJ6384q